# Muravîșce, Kiverți
Muravîșce (în ucraineană Муравище) este un sat în comuna Sokîrîci din raionul Kiverți, regiunea Volînia, Ucraina.

## Demografie
Componența lingvistică a localității Muravîșce
     Ucraineană (99,37%)
     Alte limbi (0,63%)
Conform recensământului din 2001, majoritatea populației localității Muravîșce era vorbitoare de ucraineană (99,37%), existând în minoritate și vorbitori de alte limbi.